# Jazz Goes to the Movies
Jazz Goes to the Movies è un album discografico a nome di Manny Albam and His Orchestra, pubblicato dall'etichetta discografica Impulse! Records nel 1962.

## Tracce
Lato A
1. Exodus – 5:10 (Ernest Gold) – Registrato il 25 gennaio 1962
2. High Noon – 2:44 (Dimitri Tiomkin, Ned Washington) – Registrato il 12 febbraio 1962
3. Paris Blues – 2:42 (Duke Ellington) – Registrato il 25 gennaio 1962
4. La dolce vita – 2:40 (Nino Rota) – Registrato il 12 febbraio 1962
5. Majority of One – 2:05 (Max Steiner) – Registrato il 25 gennaio 1962

Durata totale: 15:21
Lato B
1. Green Leaves of Summer – 5:56 (Dimitri Tiomkin, Paul Francis Webster) – Registrato il 25 gennaio 1962
2. The Guns of Navarone – 3:26 (Dimitri Tiomkin) – Registrato il 12 febbraio 1962
3. El Cid – 2:25 (Miklós Rózsa) – Registrato il 12 gennaio 1962
4. Slowly – 4:53 (David Raksin, Kermit Goell) – Registrato il 12 febbraio 1962

Durata totale: 16:40

## Musicisti
El Cid
- Manny Albam - arrangiamenti, conduttore musicale
- Al DeRisi - tromba
- Bernie Glow - tromba
- Nick Travis - tromba
- Johnny Coles - tromba
- Urbie Green - trombone
- Bill Elton - trombone
- Al Raph - trombone
- Bill Dennis - trombone
- Phil Woods - sassofono alto
- Oliver Nelson - sassofono tenore
- Jim Hall - chitarra
- George Duvivier - contrabbasso
- George Devens - percussioni
- Gus Johnson - batteria

Exodus / Paris Blues / Majority of One / Green Leaves of Summer
- Manny Albam - arrangiamenti, conduttore musicale
- John Bello - tromba
- Joe Newman - tromba
- Al DeRisi - tromba
- Johnny Coles - tromba
- Bill Dennis - trombone
- Wayne Andre - trombone
- Bobby Brookmeyer - trombone
- Al Raph - trombone
- Phil Woods - sassofono alto
- Gene Quill - sassofono alto
- Oliver Nelson - sassofono tenore
- Frank Socolow - sassofono tenore
- Gene Allen - sassofono baritono
- Eddie Costa - pianoforte, vibrafono
- Jim Hall - chitarra
- Bill Crow - contrabbasso
- Gus Johnson - batteria

High Noon / La dolce vita / The Guns of Navarone / Slowly
- Manny Albam - arrangiamenti, conduttore musicale
- Clark Terry - tromba
- Nick Travis - tromba
- Julius Watkins - corno francese
- Bobby Brookmeyer - trombone
- Gene Quill - sassofono alto
- Oliver Nelson - sassofono tenore
- Gene Allen - sassofono baritono
- Eddie Costa - pianoforte, vibrafono
- Jimmy Raney - chitarra
- Bill Crow - contrabbasso
- Harvey Phillips - tuba
- Gus Johnson - batteria[1]